# دوس‌بورخ
دوس‌بورخ (به هلندی: Doesburg) یک منطقهٔ مسکونی در هلند است که در خلدرلاند واقع شده‌است. دوس‌بورخ ۱۳ متر بالاتر از سطح دریا واقع شده‌است.

## نگارخانه

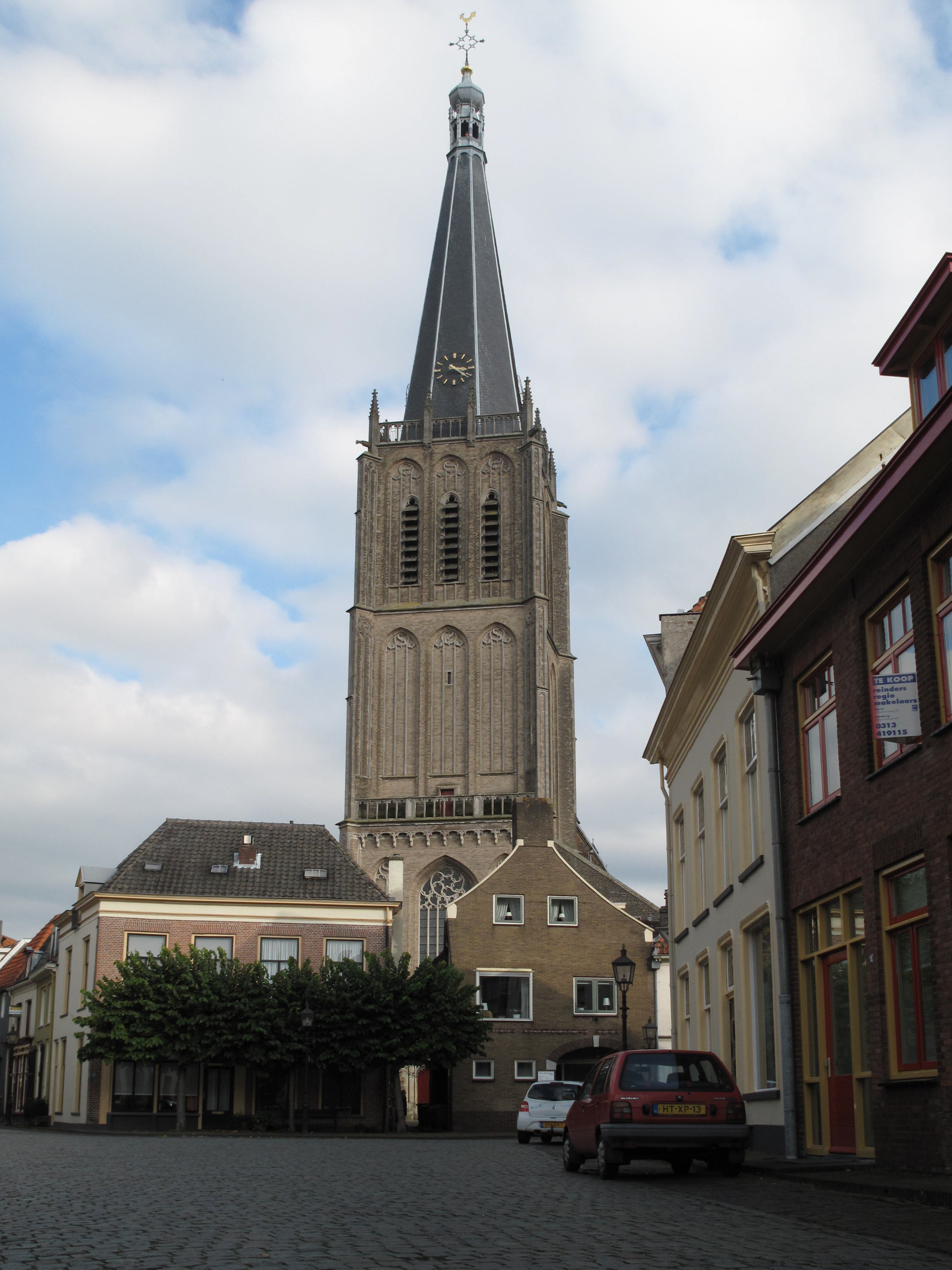
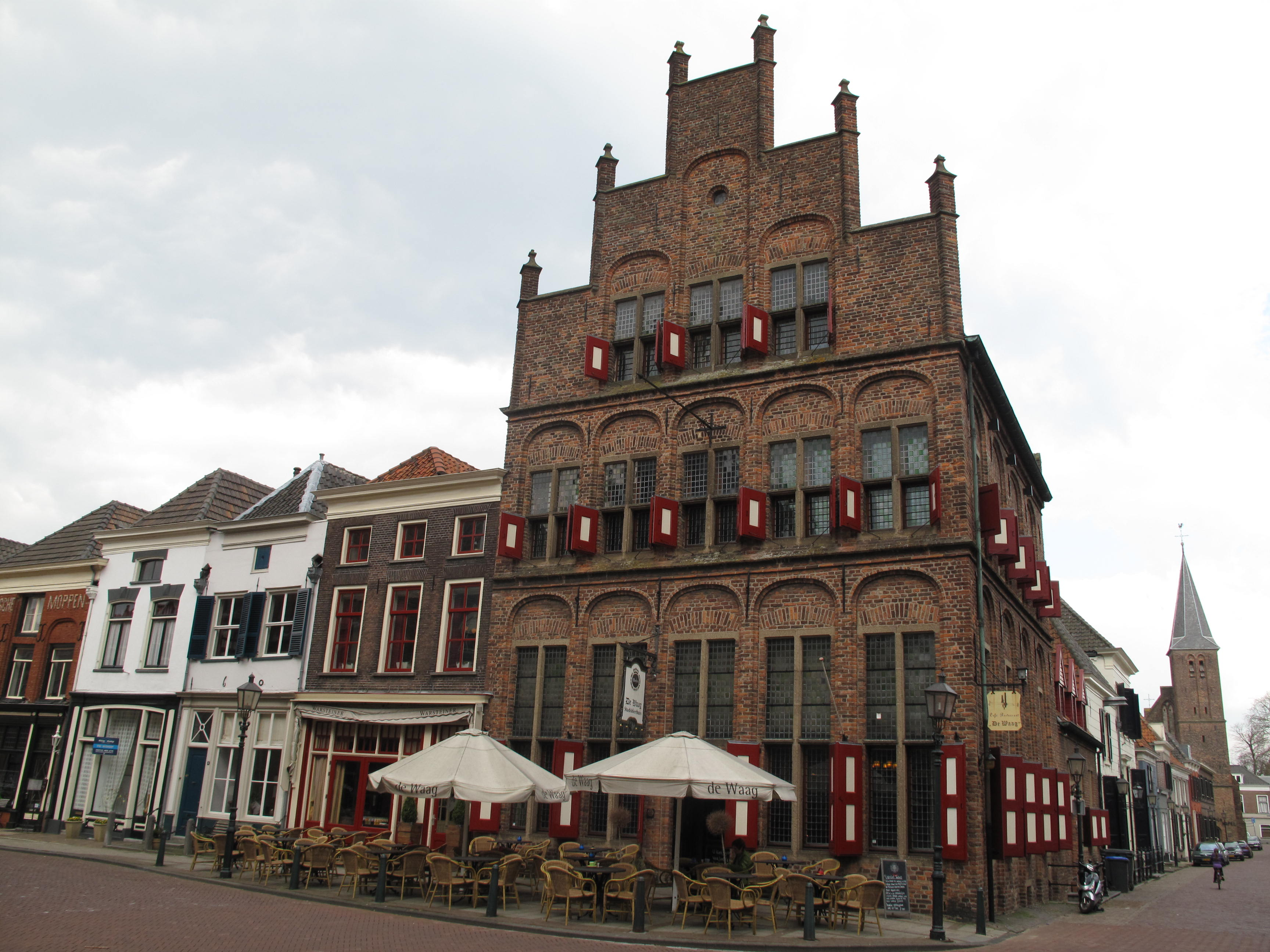
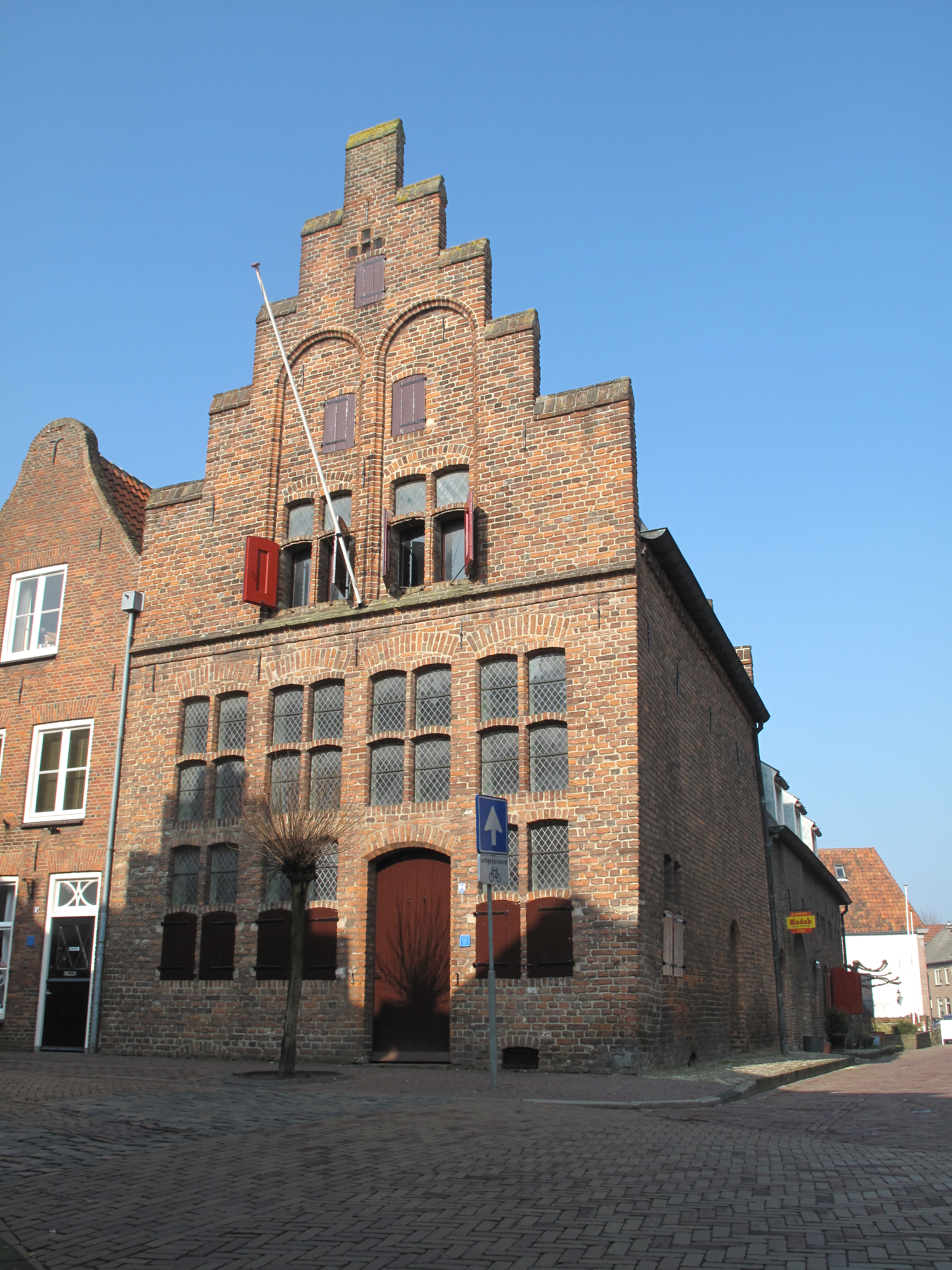
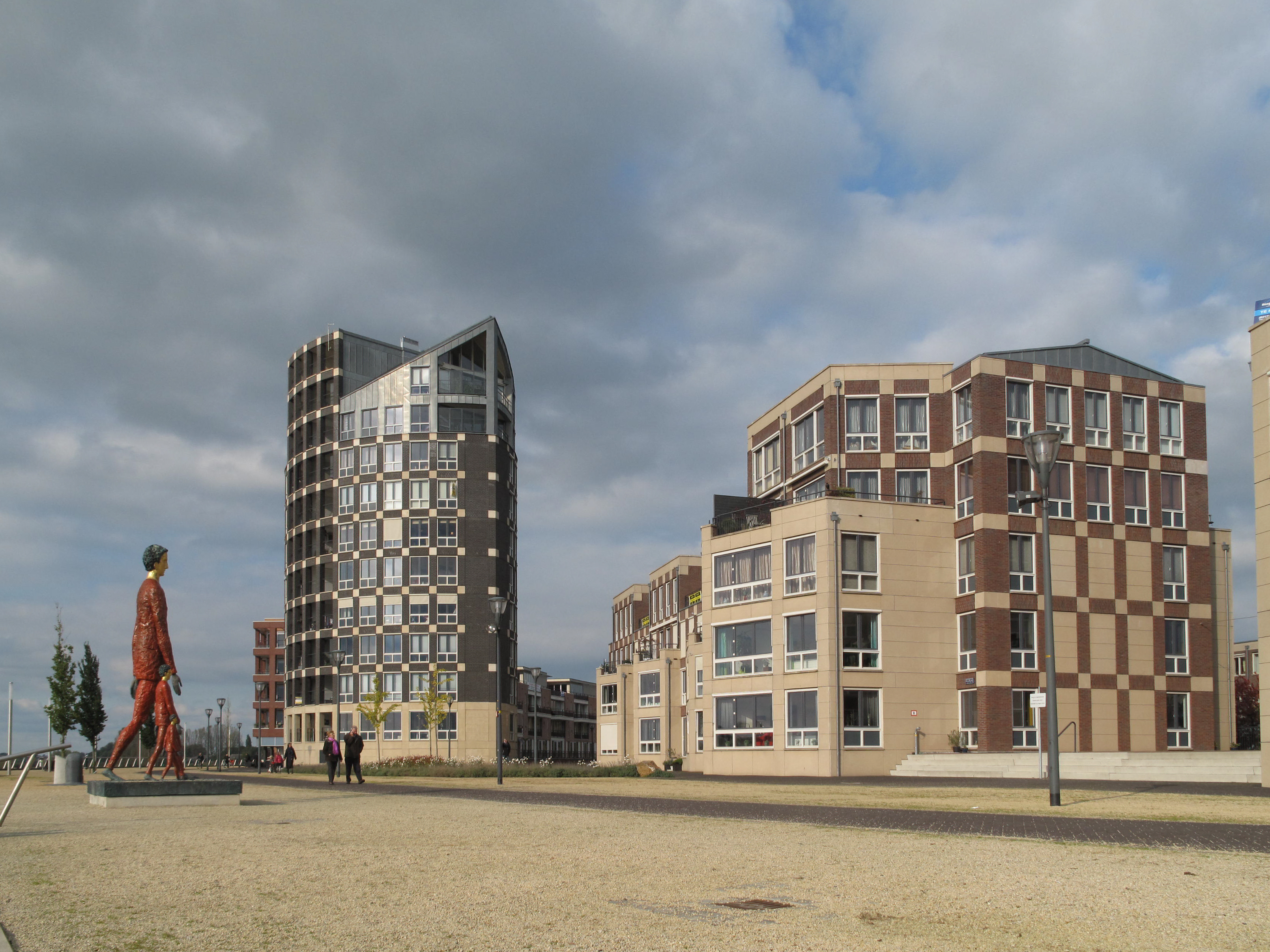